# Canton d'Orpierre
Le canton d'Orpierre est une ancienne division administrative française située dans le département des Hautes-Alpes et la région Provence-Alpes-Côte d'Azur.

## Géographie
Ce canton était organisé autour d'Orpierre dans l'arrondissement de Gap. Son altitude variait de 557 m (Saléon) à 1 375 m (Trescléoux) pour une altitude moyenne de 743 m.

## Histoire
À la suite du décret du 20 février 2014, le canton a fusionné avec celui de Serres, fin mars 2015, pour les élections départementales de 2015.

## Représentation

### Conseillers généraux de 1833 à 2015
| Période | Période          | Identité                    | Étiquette               | Qualité |
| ------- | ---------------- | --------------------------- | ----------------------- | --- |
| 1833    | 1839 (décès)     | Isaac Faure                 |                         | Notaire royal, maire d'Orpierre                                                                                              |
| 1839    | 1852             | Valentin Isidore Faure      |                         | Notaire, maire d'Orpierre (1839-1842)                                                                                        |
| 1852    | 1880             | Arthur Lombard              | Droite                  | Conseiller à la Cour Impériale de Grenoble puis Substitut au Tribunal de Montélimar puis Procureur de la République à Embrun |
| 1880    | 1886             | Victor Jullien              | Républicain             | Receveur des douanes à Agde (Hérault)                                                                                        |
| 1886    | 1886             | Germain Gastou              |                         | Négociant, juge au Tribunal de commerce d'Alexandrie                                                                         |
| 1886    | 1887 (décès)     | Georges Guiffrey            | Républicain Indépendant | Avocat, propriétaire à Gap Sénateur (1879-1887)                                                                              |
| 1887    | 1907 (décès)     | Alphonse Chancel            | Rad.                    | Ingénieur des Ponts et Chaussées à Marseille                                                                                 |
| 1908    | 1919             | Paul Caillat                | Rad. puis NI            | Banquier - Maire de Gap Député (1919-1924)                                                                                   |
| 1919    | 1926             | Rodolphe Elie Arthaud       | Rad.                    | Employé des postes, Orpierre                                                                                                 |
| 1926    | 1940             | Elisée Chastel              | SFIO puis PSdF          | Maire d'Orpierre Nommé conseiller départemental en 1942 Mort pour la France le 17 juin 1944                                  |
|         |                  |                             |                         | |
| 1945    | 1964             | Marcel Martin               | PPUS puis UNR           | Agriculteur Maire de Trescléoux                                                                                              |
| 1964    | 1969 (démission) | Armand Barniaudy            | MRP puis CD             | Exploitant agricole Député (1959-1967) Maire de Lagrand (1953-2001)                                                          |
| 1969    | 1972 (décès)     | Charly Villard              | PCF                     | Radio-électricien, cultivateur Conseiller municipal de Trescléoux                                                            |
| 1973    | 1976             | Marcel Martin               | DVD                     | Agriculteur Maire de Trescléoux                                                                                              |
| 1976    | 1994             | Raymond Chauvet (1924-2016) | PS                      | Enseignant, ancien conseiller général de Colomb-Béchar (Algérie) (1959-1962) Maire d'Orpierre (1971-2001)                    |
| 2001    | 2008             | Georges Mas                 | DVG                     | Surveillant des services hospitaliers Maire de Trescléoux (1977-2008) Suppléant du député Daniel Chevallier (1997-2002)      |
| 2008    | 2015             | Julie Ravel                 | PS                      | Agricultrice-exploitante, maire d'Orpierre (2001-2020)                                                                       |

### Conseillers d'arrondissement (de 1833 à 1940)
| Période                                  | Période | Identité                                         | Étiquette            | Qualité |
| ---------------------------------------- | ------- | ------------------------------------------------ | -------------------- | --- |
| 1833                                     | 1848    | Barthélemy Alexandre Victor Bertrand (1791-1865) |                      | Greffier de la justice de paix, Orpierre                                                                    |
|                                          |         |                                                  |                      | |
| 1901                                     | 1913    | Jules Ressegaire                                 |                      | Maire d'Orpierre                                                                                            |
| 1913                                     | 1919    | Amédée Dumond                                    | Radical              | Maire d'Orpierre                                                                                            |
| 1919                                     | 1931    | M. Vercueil                                      | Radical              | |
| 1931                                     | 1940    | François Antoine Pralong                         | Union des gauches RG | Maire de Trescléoux                                                                                         |
| 1940                                     |         |                                                  |                      | Les conseils d'arrondissement ont été suspendus par la loi du 12 octobre 1940 et n'ont jamais été réactivés |
| Les données manquantes sont à compléter. |         |                                                  |                      | |

## Composition
Le canton d'Orpierre regroupait sept communes:
| Nom                  | Code Insee | Intercommunalité                     | Superficie (km2) | Population (dernière pop. légale) | Densité (hab./km2) |
| -------------------- | ---------- | ------------------------------------ | ---------------- | --------------------------------- | ------------------ |
| Orpierre (chef-lieu) | 05097      | CC du Sisteronais Buëch              | 27,57            | 329 (2014)                        | 12                 |
| Étoile-Saint-Cyrice  | 05051      | CC du Sisteronais Buëch              | 14,41            | 31 (2014)                         | 2,2                |
| Lagrand              | 05069      | CC Interdépartementale des Baronnies | 6,92             | 266 (2013)                        | 38                 |
| Nossage-et-Bénévent  | 05094      | CC du Sisteronais Buëch              | 4,31             | 13 (2014)                         | 3                  |
| Sainte-Colombe       | 05135      | CC du Sisteronais Buëch              | 17,18            | 61 (2014)                         | 3,6                |
| Saléon               | 05159      | CC du Sisteronais Buëch              | 9,86             | 92 (2014)                         | 9,3                |
| Trescléoux           | 05172      | CC du Sisteronais Buëch              | 18,68            | 314 (2014)                        | 17                 |

## Démographie
| 1962  | 1968 | 1975 | 1982 | 1990 | 1999 | 2006  | 2011  | 2012  |
| ----- | ---- | ---- | ---- | ---- | ---- | ----- | ----- | ----- |
| 1 014 | 885  | 848  | 859  | 947  | 957  | 1 100 | 1 100 | 1 096 |